# Leiopus
Leiopus је род инсеката из реда тврдокрилаца (Coleoptera) и фамилије стрижибуба (Cerambycidae). Припада потфамилији Lamiinae. Род Leiopus је описао Жан Гиом Один-Сервиљ (Јean Guillaume Audinet Serville) 1835. године. 

## Распрострањење
Овај род обухвата два подрода и 26 врста које насељавају већи део Палеарктика. Подрод Carinopus Wallin, Kvamme & Lin, 2012 обухвата девет врста које насељавају Кину. Преосталих 17 врста подрода Leiopus Audinet-Serville, 1835 насељавају већи део Палеарктика. Пет врста живе у Европи: L. femoratus Fairmaire, 1859, L. linnei Wallin, Nylander & Kvamme, 2009, L. nebulosus (Linnaeus, 1758), L. punctulatus (Paykull, 1800) и L. settei Sama, 1985 (ендем Италије). Leiopus linnei и L. nebulosus су раздвојене 2010. године на основу детаљних морфолошких и генетичких анализа.

## Врсте у Србији
У Србији живе четири врсте из овог рода:
- Leiopus femoratus Fairmaire, 1859
- Leiopus linnei Wallin, Nylander & Kvamme, 2009 [2]
- Leiopus nebulosus (Linnaeus, 1758)
- Leiopus punctulatus (Paykull, 1800)

## Биологија и развиће
Имага су активна у касно пролеће и рано лето, од априла до јула. Ларва се развија у сувим гранама различитог листопадног дрвећа. Ларве формирају галерије тунела испод коре дрвета. Ларве се улуткавају испод коре дрвета, а некада и у кори. Развиће траје 1-2 године. Имага се налазе на сувим гранама и стаблима биљке домаћина.

## Галерија
- Leiopus nebulosus
- Leiopus linnei